# Sofia Mestari
 (avril 2013).
Si vous disposez d'ouvrages ou d'articles de référence ou si vous connaissez des sites web de qualité traitant du thème abordé ici, merci de compléter l'article en donnant les références utiles à sa vérifiabilité et en les liant à la section « Notes et références ».
Sofia Mestari, née le 27 septembre 1980 à Casablanca au Maroc, est une chanteuse franco[réf. nécessaire]-marocaine.
Elle est surtout connue du grand public pour ses chansons On aura le ciel (avec laquelle elle a représenté la France à l'Eurovision 2000), Ce que tu m'as fait et Ne pars pas.

## Biographie

### Enfance
Sofia Mestari passe ses dix premières années à Marrakech. Ses parents y tiennent un hôtel où elle s'initie à la scène dès l'âge de 8 huit ans. Elle reprend des chansons telles que Un soir de pluie de Blues Trottoir et Est-ce que tu viens pour les vacances ? de David et Jonathan. Elle passe souvent ses vacances en 
France.
À dix ans, pour poursuivre sa scolarité, elle quitte le Maroc pour la France et s'installe avec sa famille à Paris.

### Débuts dans la musique
Elle se lance très tôt dans la musique, ayant pour influences Tracy Chapman, Janis Joplin, Sade, Aretha Franklin, Otis Redding, Charles Aznavour, Édith Piaf, Jacques Brel.
À quinze ans, elle chante des reprises anglo-saxonnes. Elle passe tout d'abord un casting pour le groupe Les Cumcumbers Soap qui cherche une chanteuse. Ensuite, elle participe à un concert au Divan du monde, à Paris, pour une soirée organisée par M6 le 25 janvier 1997. Elle y rencontre les producteurs Thierry Saïd et Daniel Betan. 
Par la suite, elle remporte, le concours des « Reconnaissances » à Argelès-sur-Mer.
Elle signe chez Universal.

### Eurovision 2000
Alors qu'elle vient de terminer des études notariales, elle fait partie, le 15 février 2000, des 14 concurrents de l'émission Eurovision 2000 : la sélection française pour le Concours Eurovision de la chanson, en direct sur France 3 et présentée par Julien Lepers et Karen Cheryl. À la fin du prime-time, elle est choisie par le public et un jury d'experts présidé par Patrick Fiori avec la chanson On aura le ciel écrite par Pierre Legay et Benoit Heinrich. Elle se classe devant Jessica Ferley et la chanson Espoir et Orijin avec le titre Autour de toi.
Le 13 mai 2000, au terme du Concours Eurovision de la chanson qui se déroule à Stockholm, elle termine 23e sur les 24 pays participants.
Elle sort l'album On aura le ciel et le single Ce que tu m’as fait. On aura le ciel figurera en 50e position dans le classement français.

### Albums et tournée
En 2003, le single Ne pars pas reste 23 semaines dans les charts.
En octobre de la même année, elle part en tournée dans toute la France, puis à Paris.
En 2008, elle enregistre la chanson De l'autre côté de la mer, en duo avec la chanteuse Assia.
Le 9 mai 2011, elle sort son album À la croisée des chemins, dont sont extraits Peu m'importe et En toi.
Le 27 septembre 2023, elle sort son single Si je ne t'avais pas qui précède un nouvel album à paraître.

### Engagements et philanthropie
Après le séisme et le tsunami du 26 décembre 2004 en Thaïlande et l'Asie du sud-est, Patrick Bruel l'invite à chanter, au début de 2005, le titre Et puis la terre aux côtés d'une soixantaine d'artistes français et internationaux parmi lesquels Charles Aznavour, Alain Souchon, Maurane, Johnny Hallyday, regroupés sous le "collectif Asie".
Le 29 juin 2011, elle participe au concert au profit de l'association « Rêves » en compagnie de Johnny Hallyday et Vanessa Paradis ainsi qu'une pléiade de stars françaises et internationales. Elle devient la marraine de cette association créée dans le but de réaliser les rêves des enfants hospitalisés avec de lourdes pathologies.
Sofia Mestari participe également à plusieurs éditions du concert Fight Aids Monaco, ONG fondée par la Princesse Stéphanie de Monaco pour porter assistance aux personnes atteintes du VIH.
Dans son pays d'origine, le Maroc, Sofia Mestari s'est également investie dans l'humanitaire en réunissant un collectif d'artistes marocains de renom qui ont interprété la  chanson "Atfal el Jibal" au profit de l'association "El Baraka Angels" dont tous les bénévoles œuvrent pour les populations vivants dans les régions enclavées du Maroc : apport de nourriture, matériel médical et scolaire, etc.
En 2020 Sofia Mestari est nommée ambassadrice de l'association "Enfants du Désert" créée par Laetitia et Emmanuel Chevallier. Cette association vient en aide aux enfants et populations de la région d'Errachidia au Maroc.

## Discographie

### Singles
- 2000 : Ce que tu m'as fait
- 2000 : Derrière les voiles
- 2003 : Ne pars pas
- 2011 : En toi
- 2023 : Si je ne t'avais pas

### Albums
- 2000 : On aura le ciel
- 2003 : En plein cœur de la nuit
- 2008 : La vie en entier
- 2011 : À la croisée des chemins

### Participation
- 2001 : Ma chanson d'enfance - Reprise de Ils s'aiment de Daniel Lavoie
- 2005 : Et puis la terre du collectif A.S.I.E